# La Folie
La Folie ist eine französische Gemeinde im Département Calvados in der Region Normandie mit 107 Einwohnern (Stand: 1. Januar 2022). La Folie gehört zum Arrondissement Bayeux und zum Kanton Trévières. 

## Geografie
La Folie liegt etwa 30 Kilometer westsüdwestlich von Bayeux. Umgeben wird La Folie von den Nachbargemeinden Isigny-sur-Mer im Norden und Nordwesten, Bricqueville im Norden und Nordosten, Bernesq im Osten und Nordosten, Saint-Martin-de-Blagny im Osten und Südosten, Sainte-Marguerite-d’Elle im Süden sowie Saint-Marcouf im Westen und Südwesten.

## Bevölkerungsentwicklung
| 1962                      | 1968 | 1975 | 1982 | 1990 | 1999 | 2006 | 2013 |
| ------------------------- | ---- | ---- | ---- | ---- | ---- | ---- | ---- |
| 210                       | 178  | 153  | 124  | 102  | 114  | 114  | 126  |
| Quelle: Cassini und INSEE |      |      |      |      |      |      |      |

## Sehenswürdigkeiten

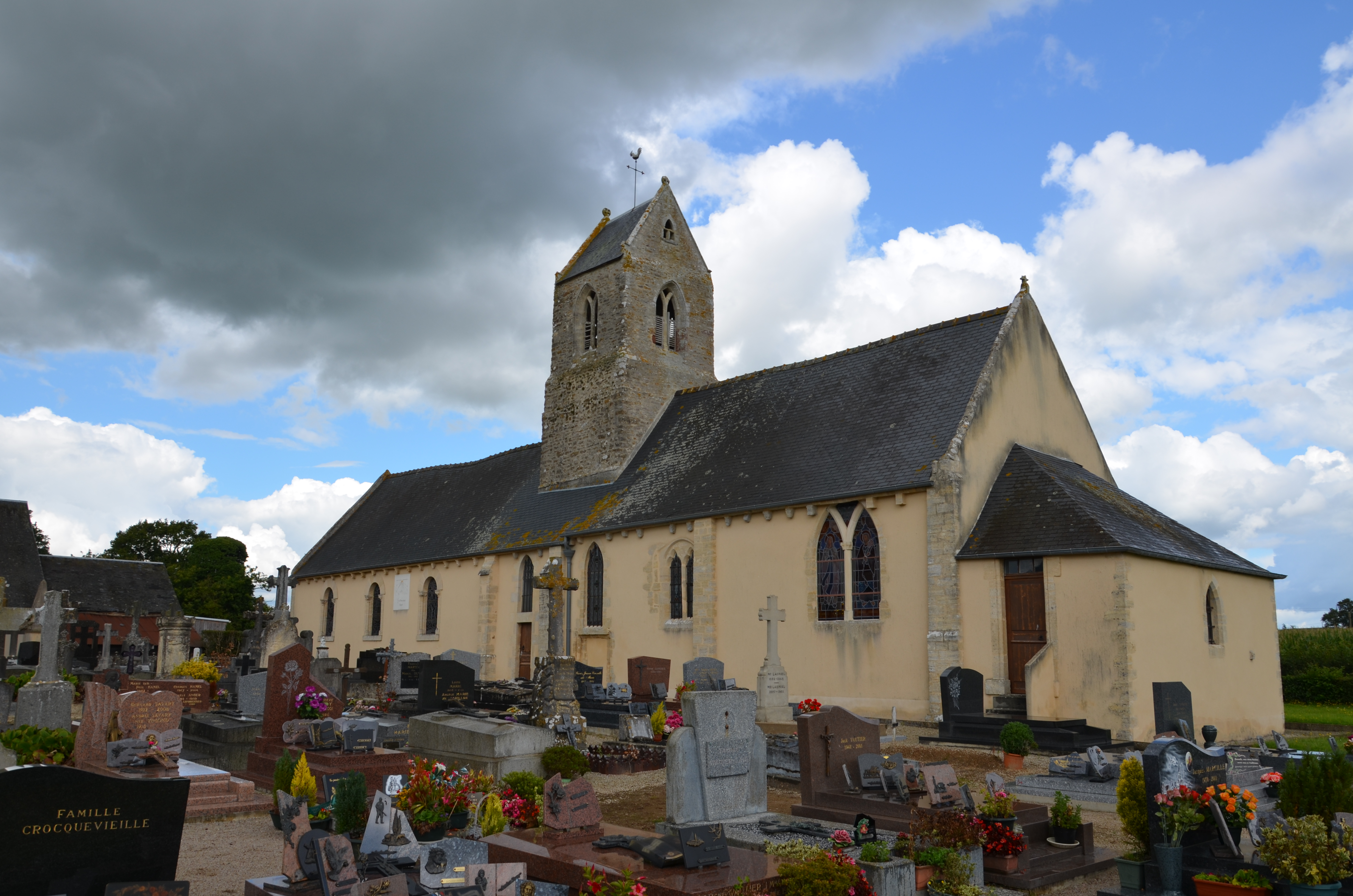
Kirche Saint-Pierre

- Kirche Saint-Pierre